# Antonio Tamburini
Antonio Tamburini, italijanski operni pevec baritonist, * 28. marec 1800, Faenza, Italija † 8. november 1876, Nica, Francija.

## Življenje
Debutiral je pri osemnajstih in kmalu postal eden najpomebnejših baritonistov svojega časa. Nastopal je v opernih vlogah na nekaterih krstnih predstavah naslednjih skladateljev:
- Saverio Mercadante
- Vincenzo Bellini
- Gaetano Donizetti
- Giovanni Pacini

Skupaj s tenoristom Rubinijem, sopranistko Grisi in basistom Lablanchem je tvoril tedaj popularni operni kvartet, ki je nastopal skupaj v operah po vsej Italiji in Parizu ter Londonu.